# جومانجي: المستوى التالي
فيلم جومانجي: المستوى التالي أو جومانجي 3 (بالإنجليزية: Jumanji 3)‏ هو فيلم مغامرات وحركة أمريكي . الفيلم يُعتبر تَتِّمة لفيلم جومانجي: مرحبا بكم في الأدغال. الفيلم من إخراج جيك كاسدين ومن بطولة دوين جونسون وكيفن هارت وجاك بلاك وكارين جيلان ونيك جوناس وريس داربي وبوبي كانفال وتيم ماثيسون ومارين هينكل وكولن هانكس.
في أبريل 2018 قامت سوني بتحديد موعد إطلاق الفيلم في ديسمبر 2019.

## وصلات خارجية
- جومانجي: المستوى التالي على موقع IMDb (الإنجليزية)
- جومانجي: المستوى التالي على موقع ميتاكريتيك (الإنجليزية)
- جومانجي: المستوى التالي على موقع روتن توميتوز (الإنجليزية)
- جومانجي: المستوى التالي على موقع قاعدة بيانات الأفلام العربية
- جومانجي: المستوى التالي على موقع ألو سيني (الفرنسية)
- جومانجي: المستوى التالي على موقع أول موفي (الإنجليزية)
- جومانجي: المستوى التالي على موقع بوكس أوفيس موجو (الإنجليزية)
- جومانجي: المستوى التالي على موقع فيلمافينيتي (الإسبانية)
- جومانجي: المستوى التالي على موقع قاعدة بيانات الأفلام السويدية (السويدية)
- جومانجي: المستوى التالي على موقع قاعدة بيانات الفيلم (الإنجليزية)
- الموقع الرسمي